# Potència òptica

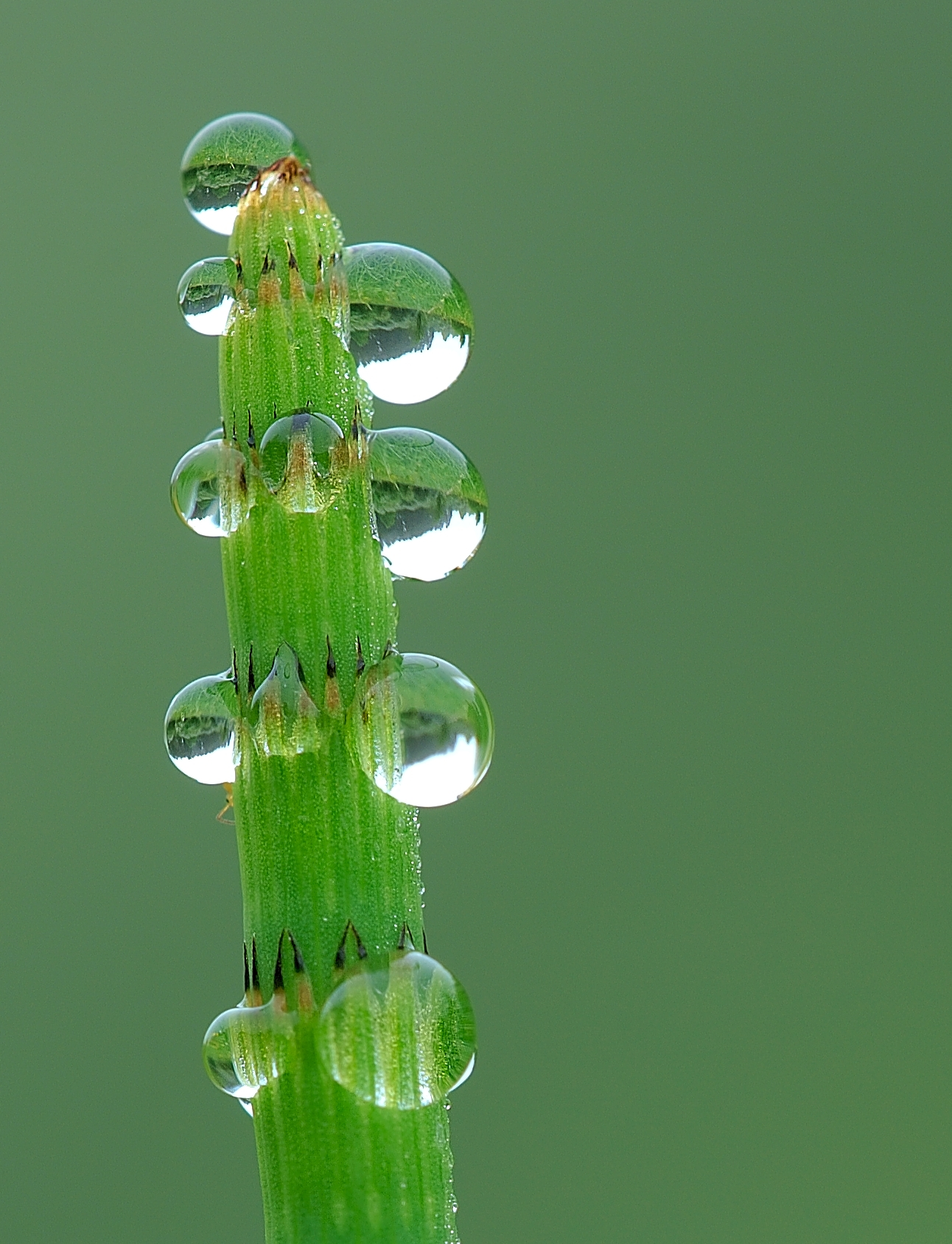
El radi de curvatura d'una lent relaciona la potència de les lents.

En òptica es denomina potència, potència òptica,  potència de refracció o convergència a la magnitud física que mesura la capacitat d'una lent o d'un mirall per fer convergir o divergir un feix de llum incident. La potència òptica és igual a l'invers de la distància focal de l'element, mesurada en metres: P = 1/f. Una potència òptica elevada correspon a una distància focal baixa. La potència és positiva per lents convergents i negativa per divergents. Sol mesurar-se en diòptries, unitat igual a l'invers del metre (m-1).
La potència òptica s'empra freqüentment per caracteritzar lents en els camps de l'optometria i el disseny òptic. Quan dues o més lents primes es troben en contacte, la potència òptica del sistema complet es pot aproximar per la suma de les potències de cada lent.